# رولف لفدال
رولف لفدال (نروژی: Rolf Lefdahl; ۱۳ اوت ۱۸۸۲ – ۵ فوریهٔ ۱۹۶۵) ژیمناست هنری اهل نروژ بود.